# Oligomenorrea
Con il termine oligomenorrea si intende un'alterazione del ritmo del ciclo mestruale.

## Durata del ciclo mestruale

### Fisiologia
In condizioni fisiologiche (in donne in età fertile ed al di fuori del periodo gravidico e di quello puerpuerale) l'intervallo tra una mestruazione e quella successiva può oscillare tra i 23 ed i 35 giorni, con una durata delle perdite ematiche non superiore ad 8 giorni.

### Patologia
Per oligomenorrea si intende la ricorrenza delle mestruazioni ad intervalli di tempo superiori ai 35 giorni ma inferiori a 3 mesi (oltre i quali si parla di amenorrea, ovvero di sospensione prolungata del ciclo mestruale). Si parla di oligo-amenorrea quando si alternano cicli molto lunghi ad assenza di ciclo per più di 3 mesi.

## Eziologia

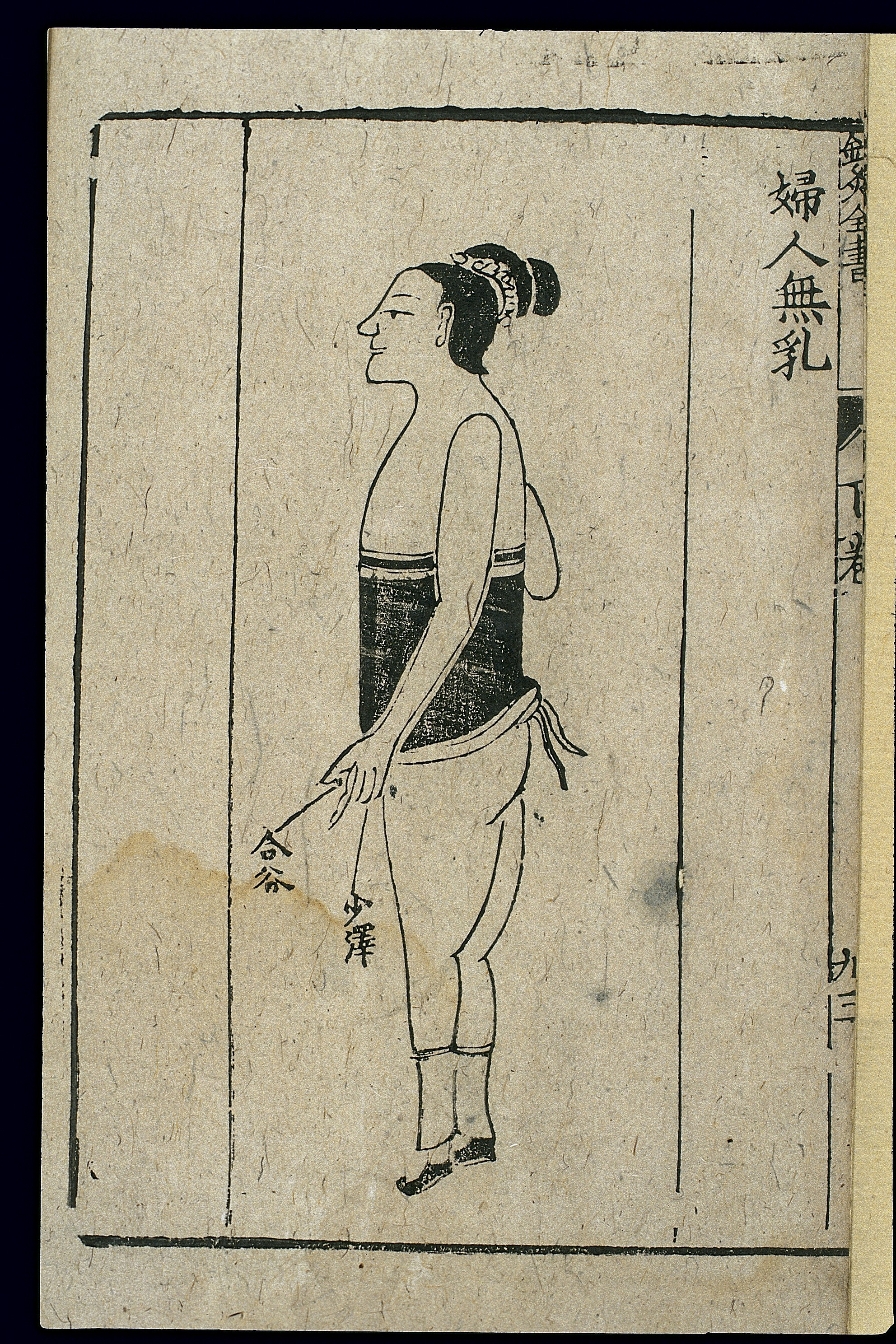
Illustrazione di un testo di medicina tradizionale cinese (1591) che indica i punti su cui praticare agopuntura in caso di ciclo mestruale irregolare

Ritardi mestruali che non siano imputabili ad una gravidanza (che deve quindi essere esclusa tramite il relativo test) e che abbiano carattere di sporadicità sono riferiti frequentemente: legati a fattori contingenti di difficile valutazione (ad esempio situazioni di stress fisico e psicologico, diete o cambi di stagione) non rivestono significato patologico. Al contrario il persistere di cicli ritardati deve essere oggetto di indagini adeguate da parte del medico specialista in quanto si potrebbero configurare:
- Sindrome dell'ovaio policistico
- Ovaio multifollicolare
- Triade dell'atleta (stress da eccessiva attività fisica e regole alimentari restrittive)
- Iperplasia surrenalica
- Disturbi del comportamento alimentare come anoressia nervosa e bulimia
- Ipotiroidismo
- Tireotossicosi (ipertiroidismo)
- Iperprolattinemia o tumore alla ghiandola pituitaria
- Stress emotivo o fisico
- Perimenopausa o menopausa precoce
- Malattie croniche o uso di farmaci

### Fattori di rischio
- Infertilità (incapacità di portare a termine una gravidanza in una donna non sterile)
- Osteoporosi
- Malattie cardiovascolari
- Cancro uterino
- Diabete mellito di tipo 2
- Utero arcuato.[1]

## Clinica
- Cicli mestruali ad intervalli maggiori di 35-36 giorni;
- Flusso mestruale insolitamente leggero;
- Cicli mestruali irregolari con flusso imprevedibile - solo dai 4 ai 9 cicli l'anno;
- Difficoltà a concepire - infertilità.